# Fernando Sebastián Aguilar
Fernando Sebastián Aguilar, född 14 december 1929 i Calatayud, död 24 januari 2019 i Málaga, var en spansk kardinal och ärkebiskop. Han var ärkebiskop av Pamplona y Tudela från 1993 till 2007.

## Biografi
Fernando Sebastián Aguilar var son till Luis Sebastián Cebrián och María Aguilar. Han inträdde i Claretianorden år 1945. Aguilar prästvigdes av kardinal Benjamín de Arriba y Castro den 28 juni 1953. År 1957 blev han doktor i teologi vid Angelicum med avhandlingen Maternitatis divinae diversa ratio apud Didacum Alvarez et Franciscum Suarez.
I augusti 1979 utnämndes Aguilar till biskop av León och biskopsvigdes den 29 september samma år av kardinal Vicente Enrique y Tarancón. Kardinal Tarancón assisterades vid detta tillfälle av ärkebiskop Gabino Díaz Merchán och ärkebiskop José Delicado Baeza. Den 26 mars 1993 utnämndes Aguilar till ärkebiskop av Pamplona y Tudela.
Den 22 februari 2014 upphöjde påve Franciskus Aguilar till kardinalpräst med Sant'Angela Merici som titelkyrka. 

## Bilder

Kardinal Aguilars titelkyrka
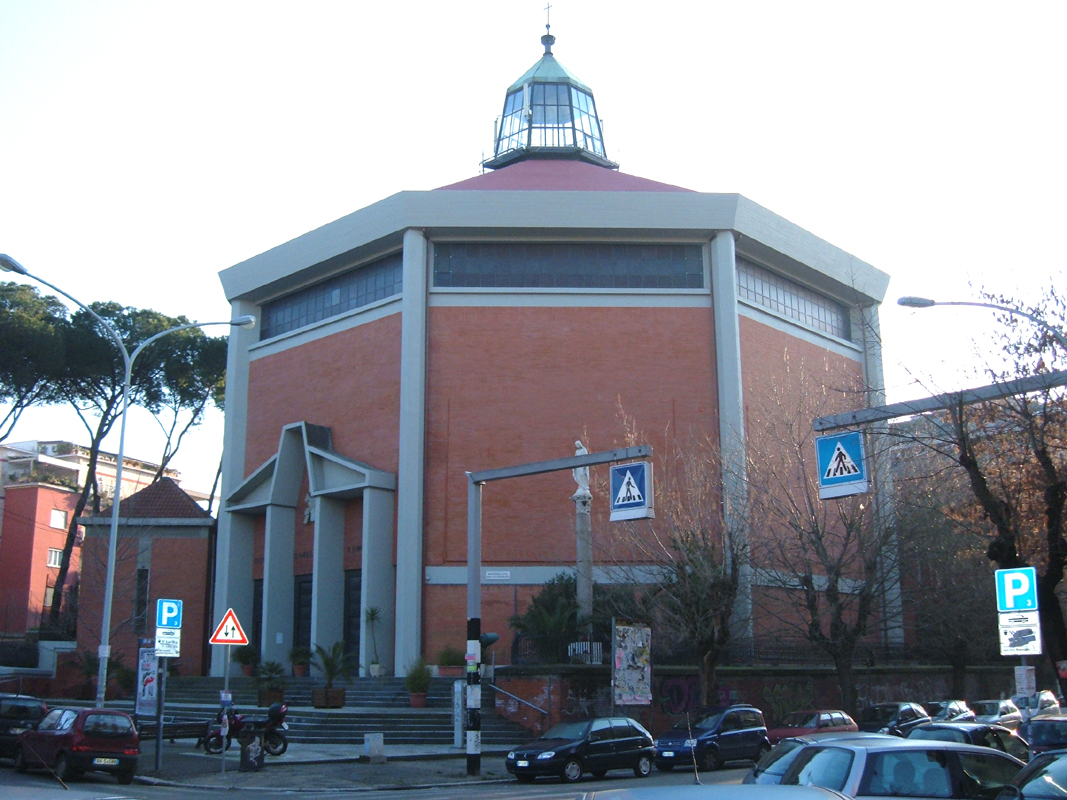
Sant'Angela Merici.